# Ni Can
Ni Can (hagyományos kínai: 倪瓚, egyszerűsített kínai írás: 倪瓒, pinjin, hangsúlyjelekkel: Ní Zàn; névváltozatok: Ni Jüan-csen (Ni Yuan Zhen) (元鎮), Jün Lin Ce (Yun Lin Zi)  (雲林子), Huan Hszia Seng (Huan Xia Sheng) (幻霞生), Csing Man Min (Jing Man Min) (荊蠻民), vagy Vuhszi Kao-si, azaz kínai nyelven: ’'vuhszi remete’'; Vuhszi (Wuxi), 1301 – 1374) kínai festő. A mongol eredetű Jüan-dinasztia (Yuan-dinasztia) korának végén és a Ming-dinasztia idejének elején élt és munkálkodott.
Jómódú családja a mongol hódítás következtében elvesztette a közigazgatásban betöltött szerepét. Ennek ellenére kitűnő, de szigorúan konfuciánus neveltetésben részesült. Nem kezdhette meg az ilyen képzés után szokásos hivatalnoki pályát, hanem gazdag, független tudós, festő és író lett. Festészetében egyik alapítója lett annak az új irányzatnak, amely realisztikusabban ábrázolta a valóságot, alkotásaik konkrét helyekhez kötődtek és személyes élményeket és érzéseket ábrázoltak. 
Az 1340-es években parasztlázadások kezdődtek a környéken az éhezés és a túladóztatás miatt. Ni Can (Ni Zan) elosztogatta vagyonát barátai között és lakóhajójával elhagyta a szülőföldjét. Utazásaival elkerülte a parasztfelkelések, köztük a vörösturbánosok lázadásának pusztításait, és magányában kialakította saját festői stílusát. 1345 után festményei egyre inkább az érzéseit, és kevésbé a valós tájat jelenítettek meg. Egyszínű tusfestményei vázlatos ecsetmunkával általában az előtérben álló fákat, növényzetet állították szembe a háttérben megnyíló vízfelülettel. Tájképein emberek soha nem szerepeltek, és több vonatkozásban is eltért a kínai festészet hagyományaitól. 1364-ben konkrétan ki is fejtette: az érzéseit vetíti ki képeire és nem törődik azzal, hogy ez tükrözi-e a valóságot. Gyakran a festményeire írt négysoros verseiben is kifejezte érzelmeit. A Ming-dinasztia létrejötte, a társadalmi nyugalom helyreállása után visszatért szülőföldjére.
Festészete és költészete erősen kapcsolódik a kínai kertek világához. Részt vett az Oroszlánliget nevű kert tervezésében Szucsou (Suzhou) városában. Egy arról készített híres festménye nagyban hozzájárult a kert népszerűsítéséhez.

## Festmények

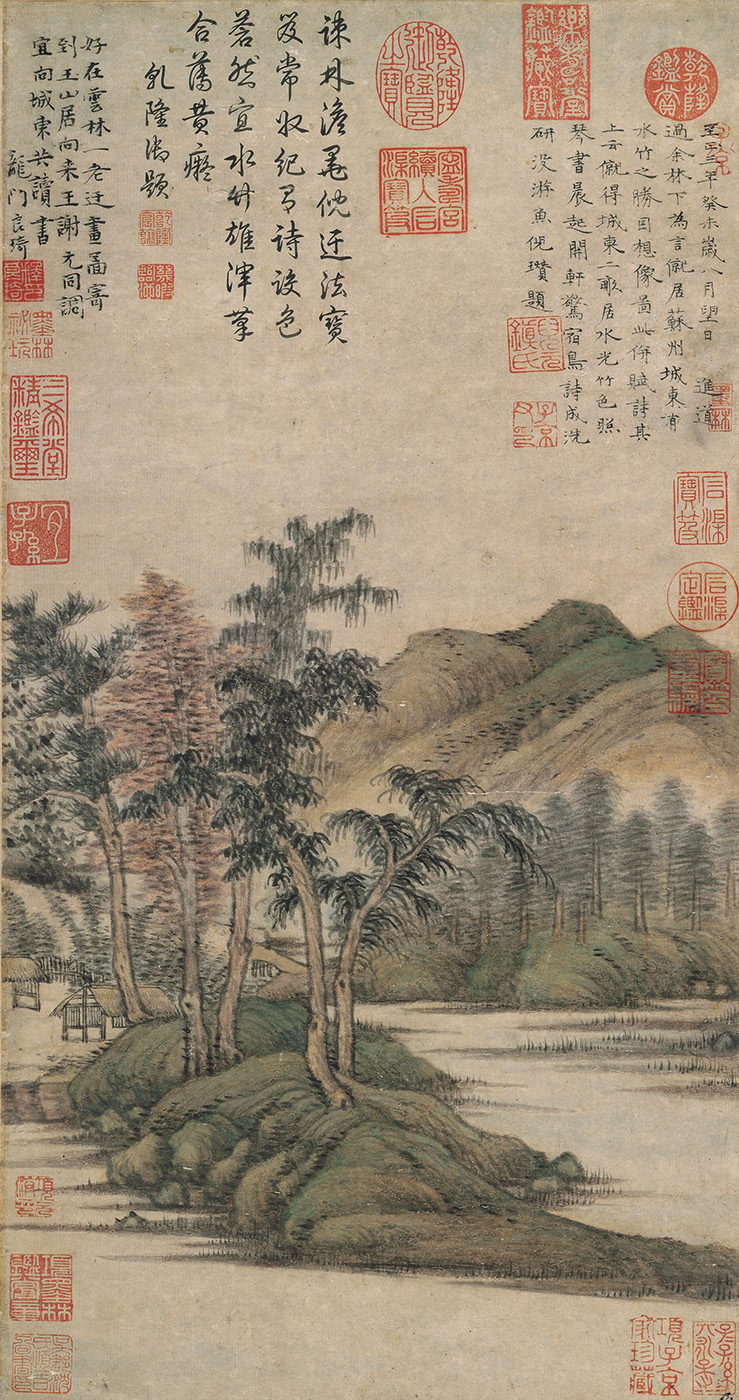
Fák és bambuszház, Kínai Nemzeti Múzeum
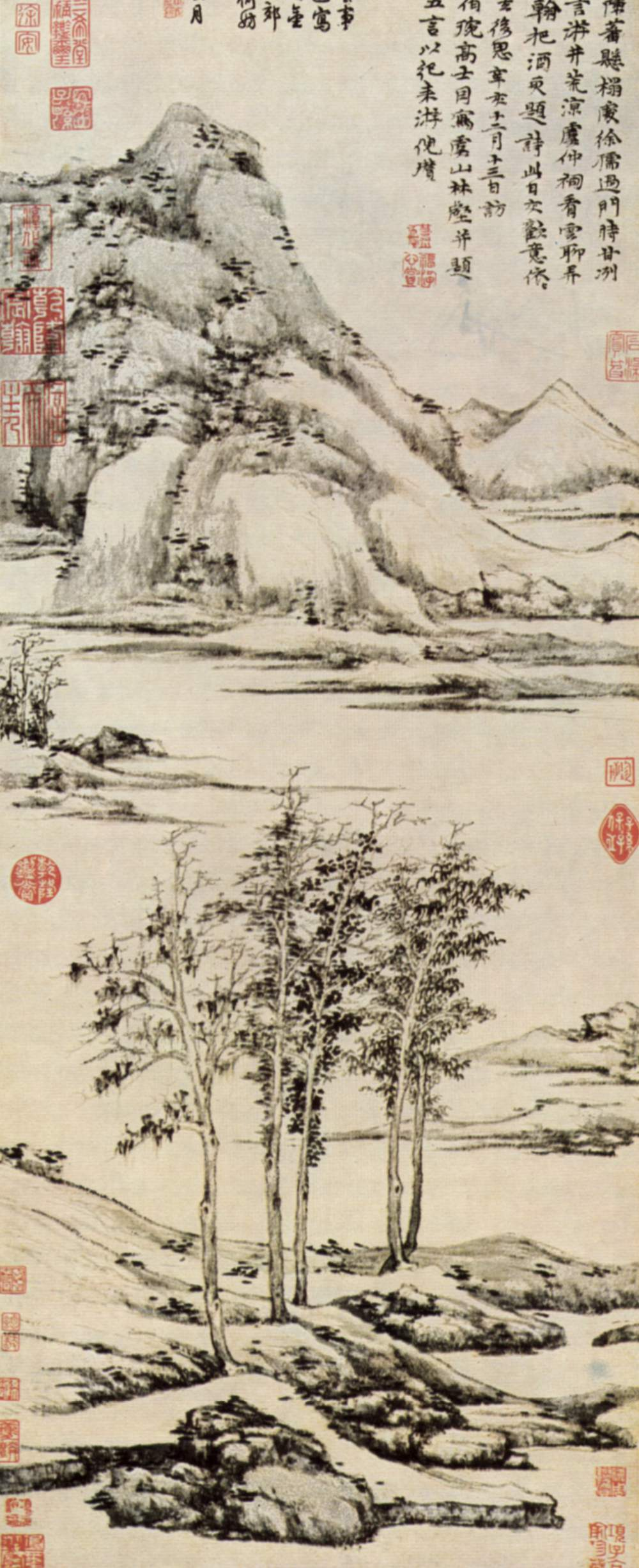
Fák folyóvölgyben, magángyűjtemény, New York
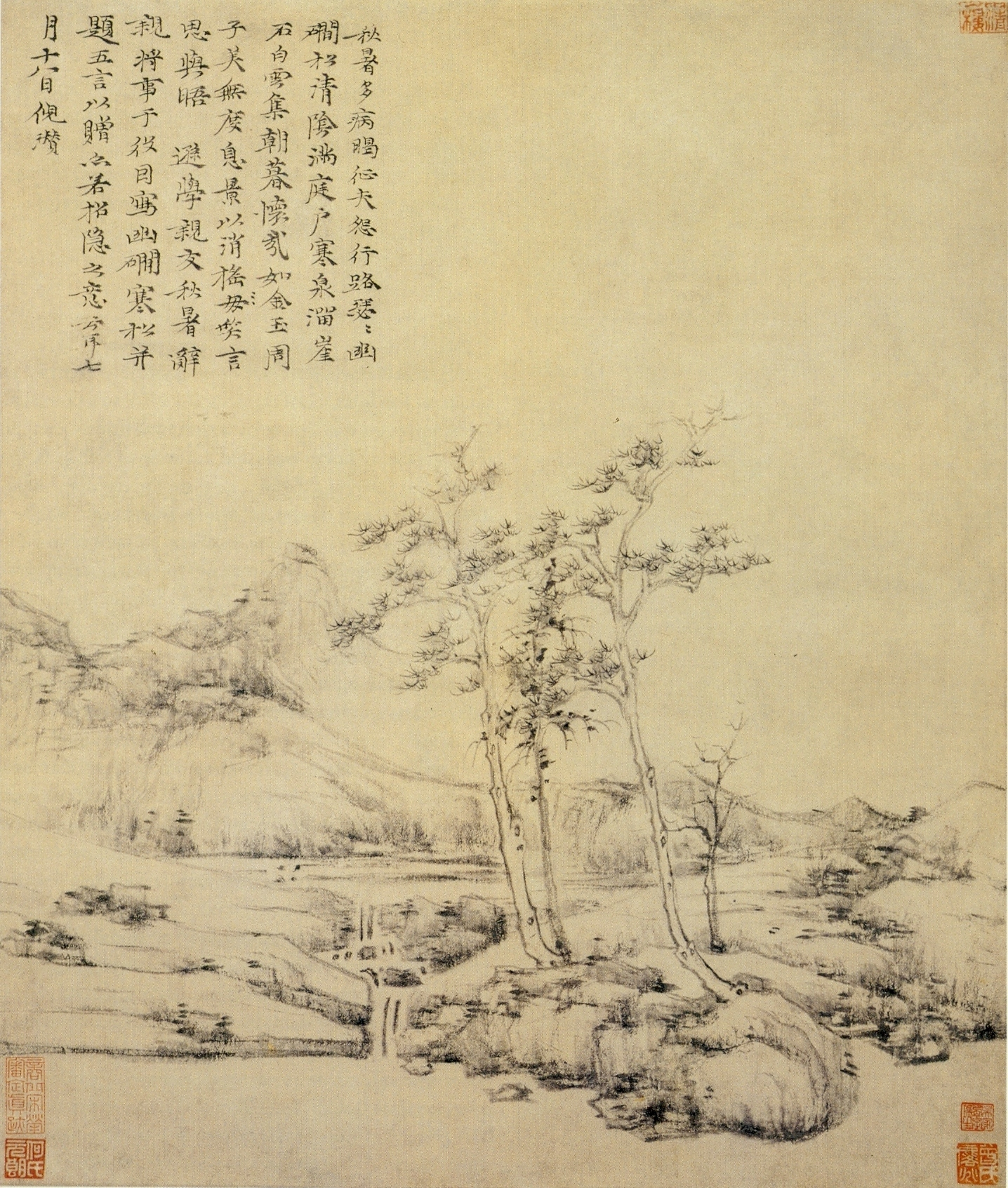
Távoli hűvös patak, fenyő, pekingi Palotamúzeum
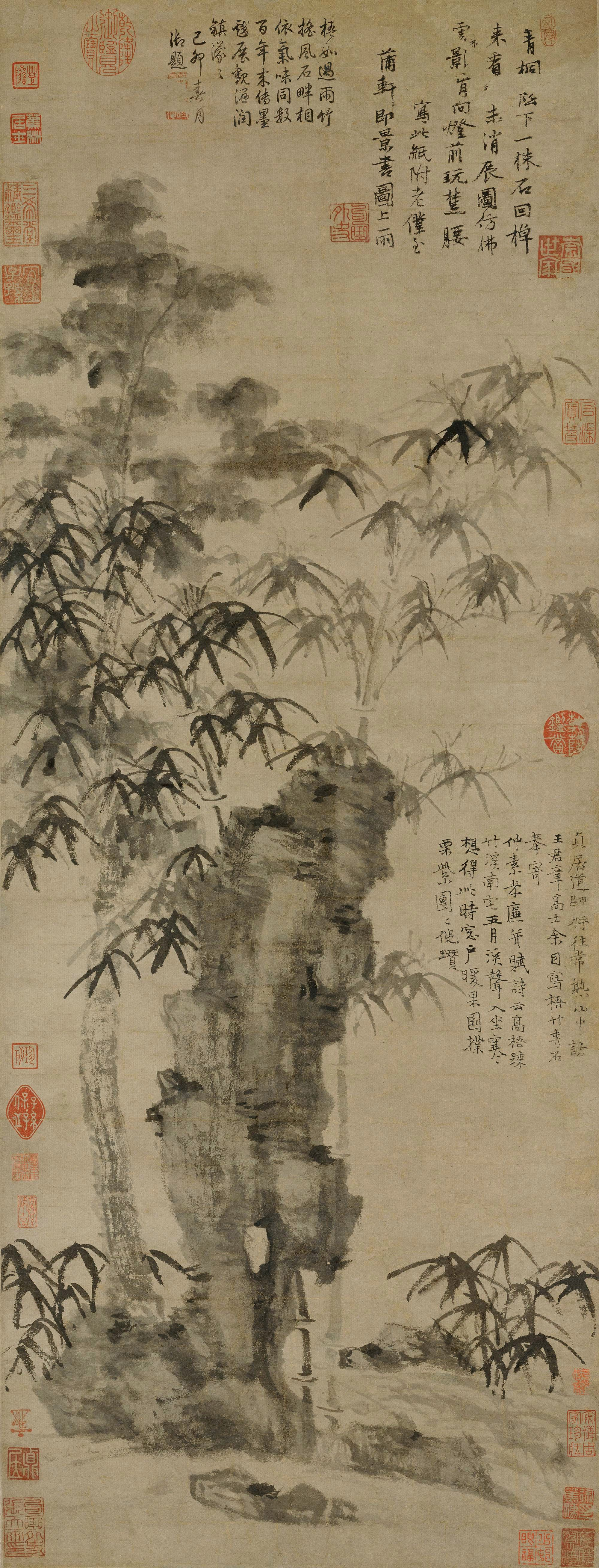
Fa, bambusz és különleges kő, pekingi Palotamúzeum
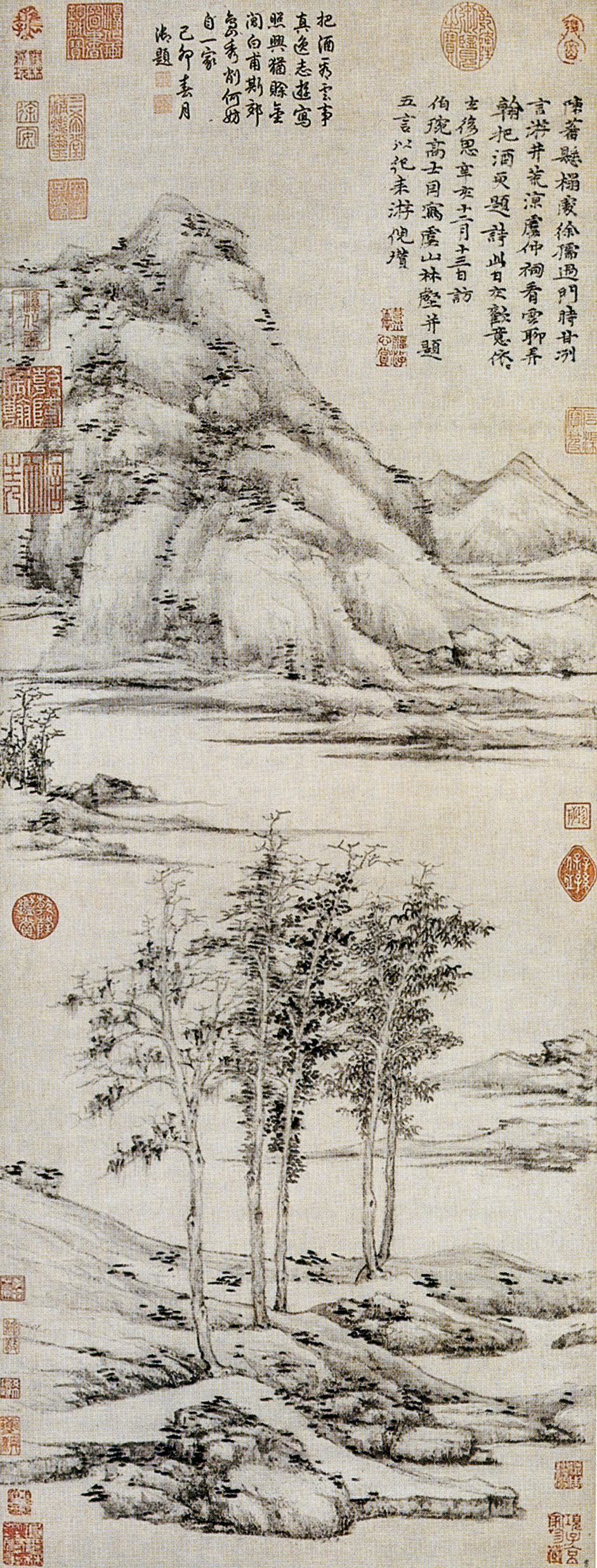
Tájkép (Metropolitan Művészeti Múzeum)

## Fordítás
Ez a szócikk részben vagy egészben  a   Ni Zan című angol Wikipédia-szócikk ezen változatának fordításán alapul.  Az eredeti cikk szerkesztőit annak laptörténete sorolja fel. Ez a jelzés csupán a megfogalmazás eredetét és a szerzői jogokat jelzi, nem szolgál a cikkben szereplő információk forrásmegjelöléseként.